# 乱歩R
『乱歩R』（らんぽアール）は、2004年1月12日から3月15日まで毎週月曜日22:00 - 22:54に、よみうりテレビ制作・日本テレビ系で放送された日本のテレビドラマ。主演は藤井隆。
よみうりテレビ制作月曜22時枠の連続ドラマ最終作品となった。

## 概要
江戸川乱歩の名作を現代風にアレンジした一話完結型の推理ドラマであり、同時間帯放送のドラマにしては大人向けの表現が多くアダルト傾向が強かった。乱歩の世界を踏襲しているためか、犯人のほとんどが終盤で自害を遂げるほか、これまで死に役をやらないような役者が死に役を演じた。また、ラテ欄のサブタイトルにメインゲストの出演者の名前が入っている場合が多い。
このドラマが縁で、主役の明智小五郎を演じた藤井隆と第1話ゲストの乙葉が結婚した。
本番組を最後に、連続ドラマ枠（1973年4月～1980年9月）→バラエティ枠（1980年10月～1995年9月）→再び連続ドラマ枠（1995年10月～2004年3月）と変更しつつ31年間に渡り続いた月曜22時台のよみうりテレビ制作枠は終了、枠交換の形で月曜21時台に移動となった。なお、2008年2月からは21時台・22時台ともに日本テレビの製作枠となっている。
もっとも、当該枠は廃枠ならびに本番組終了まで山梨放送・福井放送・四国放送・高知放送の4局では最後まで同時ネットされず、放送されたとしても4局とも一部の作品を本来とは別の時間帯に番販扱いで放送した程度に過ぎなかった。

## あらすじ
かつて名探偵として世に名を馳せた明智小五郎も故人となった現代の平成日本。明智小五郎の名は彼の元部下にして娘婿の「二代目明智小五郎」に受け継がれ、そのまた息子にして初代の孫である「三代目明智小五郎」へと受け継がれていた。しかし三代目小五郎はまだ若手の探偵であり、かつて初代の助手を務めた元少年探偵の小林老人、そして同じく初代の元部下にして、「明智小五郎探偵事務所」の現所長の雷道をはじめとする人々と共に、様々な怪事件へと立ち向かってゆく。

## キャスト

### 明智探偵事務所
三代目明智小五郎
演 - 藤井隆
探偵。
帆音ユキ
演 - 本上まなみ
事務。
雷道
演 - 岸部一徳
所長。
小林老人
演 - 大滝秀治
初代明智小五郎の助手。

### 警察関係者
堀越学
演 - 筧利夫
捜査一課刑事。
片桐謙吾
演 - 石丸謙二郎
課長。
小島礼子
演 - 圓谷友里
刑事。

### ゲスト
第1話「武田鉄矢乙葉で作る人間椅子」
- 佐藤幸造 - 武田鉄矢
- 杉本美弥子 - 乙葉
- 河野昇一（職人） - 田口浩正
- 藤本進吾 - 蒲生純一
- 山元町子（アパート大家） - 根岸季衣

第2話「呪いの連続殺人劇！菅野美穂を襲う謎の吸血鬼」
- 柳倭文子（女優） - 菅野美穂
- 江里夏（女優） - 菊池麻衣子
- 玲子（倭文子のマネージャー） - 濱田マリ
- 百合子（女優） - 高樹マリア
- 馬場（演出家） - 加勢大周

第3話「仲間由紀恵恐怖の一家惨殺予告」
- 伊志田理恵 - 仲間由紀恵
- 伊志田優二 - 成宮寛貴
- 伊志田秀樹 - 袴田吉彦（友情出演）
- 伊志田鉄造 - 鹿内孝
- 伊志田ハル子 - 千石規子

第4話「黒蜥蜴2004世紀末美少年ランド」
- 緑川夫人（黒蜥蜴） - 松坂慶子
- 藤原直人（店主） - 石垣佑磨
- SM嬢 - 須之内美帆子
- 雨宮由紀夫 - 上山竜司
- クレル（ダンサー） - エバノフ廉
- 岩瀬庄一（プロダクション社長） - 峰岸徹
- 山川健策 - 嶋田久作

第5話「白髪の連続殺人鬼！復讐の裏側に涙の恋」
- 大牟田敏清（作家） - 柳葉敏郎
- 小沼時子 - 井川遥
- 河村 - 前田耕陽
- リナ（ホステス） - 山田まりや
- 若槻優次 - 高知東生（友情出演）
- 大牟田ルリ子 - 遠山景織子

第6話「禁断の快楽屋根裏の陰獣」
- 小山田静子 - 高橋惠子
- 寒川浩太郎（警備員） - 金子昇
- 松山純子 - 白石美帆
- 小山田六郎 - 黒部進

第7話「石川梨華に迫る真夜中のピエロの悪夢」
- 野上愛子（白井の婚約者） - 石川梨華
- 白井透 - 和泉元彌
- 綿貫 - 松重豊
- 野上佐代子（耕造の妻） - 清水めぐみ
- 野上美禰子（愛子の姉） - 佐藤仁美（友情出演）
- 野上耕造（愛子の伯父） - 大石吾朗

第8話「男を食らう哀しき魔性の女」
- 大河原由美子 - 葉月里緒奈
- 姫田吾郎（作家） - 津田寛治
- 庄司秘書 - 小橋賢児
- 大河原義明 - 布施明

第9話「怪人二十面相（前編）」、最終話「怪人二十面相（後編）」
- 澤村鈴子（花屋） - 藤谷美和子
- 滝口美咲 - 藤崎奈々子
- 重松優子 - 網浜直子
- 国分老人（美咲の父） - 麿赤兒
- 森島 - 大倉孝二（第9話のみ）
- 戸田幸一 - 梅垣義明（第9話のみ）
- 木村祐一（第9話のみ）
- 平野ゆかり（刑事） - 南野陽子（最終話のみ）

## スタッフ
- 原作 - 江戸川乱歩
- 脚本 - 長川千佳子、丸山智子、林誠人、岡本貴也、長谷川朝二、横田理恵
- 音楽 - 仲西匡、吉川慶
- 監督 - 福本義人、五木田亮一、池添博
- 主題歌 - Fayray「願い」（R and C）
- オープニングテーマ - Fayray「look into my eyes」（R and C）
- ブレーン - 長谷川朝二
- 企画 - 岡本昭彦（よしもとクリエイティブ・エージェンシー）
- 企画・チーフプロデューサー - 武野一起（よみうりテレビ）
- チーフプロデューサー - 田中壽一（よみうりテレビ）
- プロデューサー - 前西和成（よみうりテレビ）、伊藤公樹（よしもとクリエイティブ・エージェンシー）
- プロダクションプロデューサー - 西前俊典
- サウンドデザイン - 志田博英
- 協力 - バスク、ビデオスタッフ、フジアール、デジタル・フロンティア、砧スタジオ
- 企画協力 - 尾中美紀子（オフィス100%）、長川千佳子
- 制作プロダクション - アットムービー・ジャパン
- 制作協力 - 吉本興業
- 制作著作 - よみうりテレビ

## 放送日程
- 初回は30分遅れ・5分拡大（22:30 - 23:29）。

| 話数                                                          | 放送日        | サブタイトル                               | 原作                 | 脚本                  | 監督       | 視聴率 |
| ------------------------------------------------------------- | ------------- | ------------------------------------------ | -------------------- | --------------------- | ---------- | ------ |
| 第1話                                                         | 2004年1月12日 | 武田鉄矢乙葉で作る人間椅子                 | 人間椅子 盲獣        | 長川千佳子 丸山智子   | 福本義人   | 6.7%   |
| 第2話                                                         | 2004年1月19日 | 呪いの連続殺人劇！菅野美穂を襲う謎の吸血鬼 | 吸血鬼               | 林誠人                | 五木田亮一 | 6.1%   |
| 第3話                                                         | 2004年1月26日 | 仲間由紀恵恐怖の一家惨殺予告               | 暗黒星               | 長川千佳子            | 五木田亮一 | 6.8%   |
| 第4話                                                         | 2004年2月02日 | 黒蜥蜴2004世紀末美少年ランド               | 黒蜥蜴               | 長川千佳子            | 福本義人   | 6.0%   |
| 第5話                                                         | 2004年2月09日 | 白髪の連続殺人鬼！復讐の裏側に涙の恋       | 白髪鬼 D坂の殺人事件 | 長川千佳子 岡本貴也   | 五木田亮一 | 5.5%   |
| 第6話                                                         | 2004年2月16日 | 禁断の快楽屋根裏の陰獣                     | 陰獣                 | 長川千佳子 丸山智子   | 福本義人   | 5.0%   |
| 第7話                                                         | 2004年2月23日 | 石川梨華に迫る真夜中のピエロの悪夢         | 地獄の道化師         | 長川千佳子 長谷川朝二 | 池添博     | 5.0%   |
| 第8話                                                         | 2004年3月01日 | 男を食らう哀しき魔性の女                   | 化人幻戯             | 長川千佳子 横田理恵   | 五木田亮一 | 4.8%   |
| 第9話                                                         | 2004年3月08日 | 怪人二十面相（前編）                       | 怪人二十面相 蜘蛛男  | 長川千佳子 丸山智子   | 池添博     | 6.0%   |
| 最終話                                                        | 2004年3月15日 | 怪人二十面相（後編）                       | 怪人二十面相 蜘蛛男  | 長川千佳子 丸山智子   | 五木田亮一 | 5.0%   |
| 平均視聴率 5.7%（視聴率はビデオリサーチ調べ、関東地区・世帯） |               |                                            |                      |                       |            |        |

## 関連商品
- 乱歩R DVD-BOX（R and C） 2004年5月26日発売
- 乱歩R Vol.1～Vo.4（R and C） 2004年5月26日発売
- 乱歩R オリジナルサウンドトラック（R and C） 2004年3月17日発売